# Liotryphon pygmaeus
Liotryphon pygmaeus là một loài tò vò trong họ Ichneumonidae.